# Distrito electoral de Imperial West (condado de Chase, Nebraska)
Imperial West (en inglés: Imperial West Precinct) es un distrito electoral ubicado en el condado de Chase en el estado estadounidense de Nebraska. En el Censo de 2010 tenía una población de 1140 habitantes y una densidad poblacional de 437,53 personas por km².

## Geografía
Imperial West se encuentra ubicado en las coordenadas 40°31′13″N 101°38′56″O / 40.52028, -101.64889. Según la Oficina del Censo de los Estados Unidos, Imperial West tiene una superficie total de 2.61 km², de la cual 2.61 km² corresponden a tierra firme y (0%) 0 km² es agua.

## Demografía
Según el censo de 2010, había 1140 personas residiendo en Imperial West. La densidad de población era de 437,53 hab./km². De los 1140 habitantes, Imperial West estaba compuesto por el 96.67% blancos, el 0.09% eran afroamericanos, el 0% eran amerindios, el 0.18% eran asiáticos, el 0% eran isleños del Pacífico, el 1.4% eran de otras razas y el 1.67% pertenecían a dos o más razas. Del total de la población el 4.04% eran hispanos o latinos de cualquier raza.